# Élisabeth Toutut-Picard
Élisabeth Toutut-Picard (ur. 17 grudnia 1954 r. w Al-Bulajda) – francuska polityk reprezentująca partię La République En Marche! W wyborach parlamentarnych w czerwcu 2017 r. została wybrana do francuskiego Zgromadzenia Narodowego, w którym reprezentuje departament Górna Garonna.